# FDP-Bundesvertreterversammlung 1979
Koordinaten: 50° 46′ 55,5″ N, 6° 5′ 30,8″ O

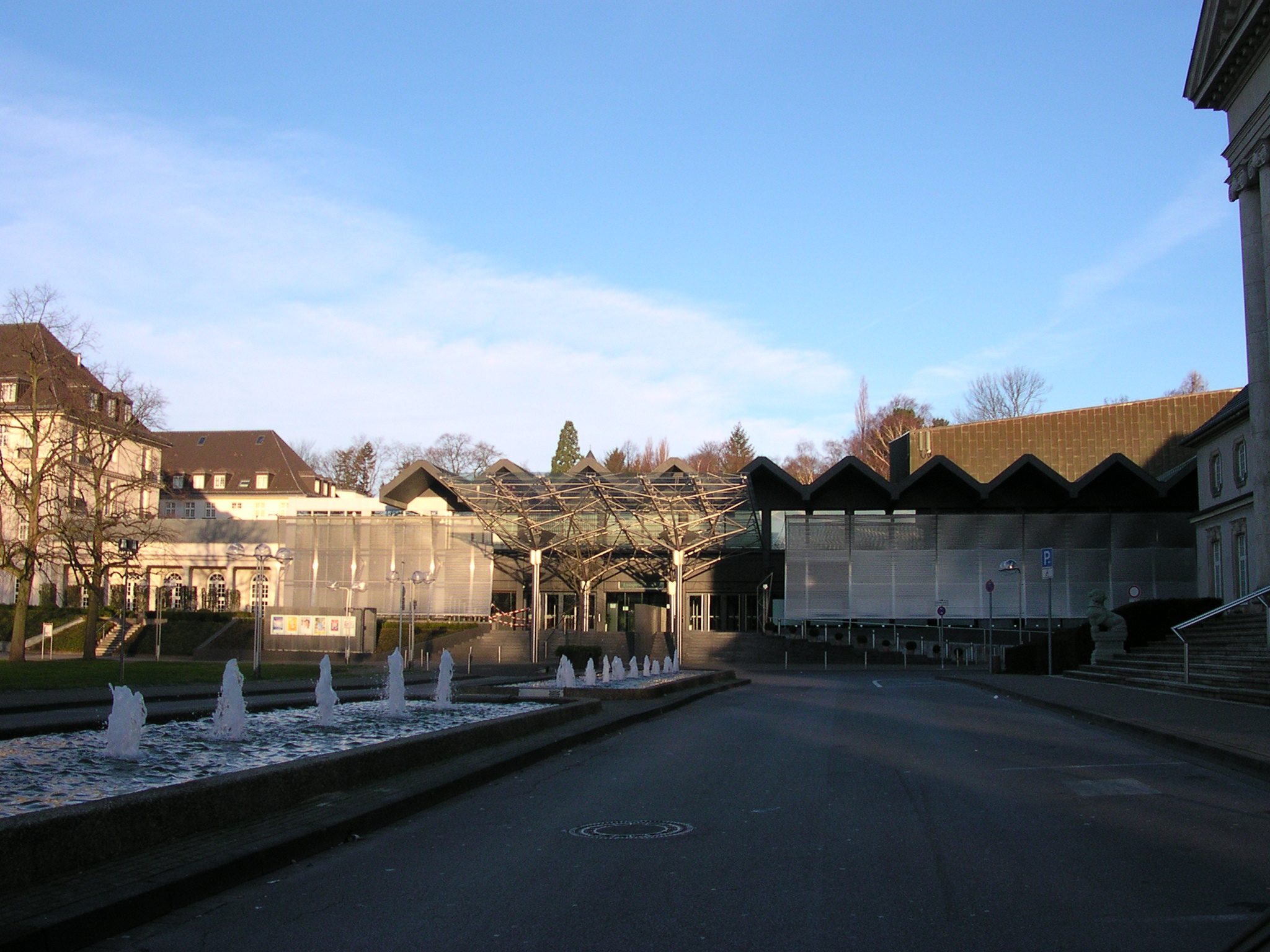
Eurogress Aachen

Die FDP-Bundesvertreterversammlung 1979 hielt die FDP am 3. Februar 1979 im Aachener Kongress- und Veranstaltungszentrum Eurogress ab. Es handelte sich um eine Vertreterversammlung zur Aufstellung der Liste zur Europawahl 1979. 

## Verlauf
Die Delegierten wählten den früheren Generalsekretär Martin Bangemann zum Spitzenkandidaten. Er erhielt 313 von 363 abgegebenen Stimmen. Außerdem wurde ein Wahlaufruf zur Europawahl beschlossen.

## Kandidatenliste
Die Kandidaten 1 bis 15 nach Listenplätzen:
1. Martin Bangemann
2. Mechthild von Alemann
3. Heinrich Jürgens
4. Ulrich Irmer
5. Kurt Jung
6. Hermann Kleinstück
7. Eckhard Schleifenbaum
8. Gisela Nischelsky
9. Hanno Jochimsen
10. Horst-Günter Krenzler
11. Volker Hucklenbroich
12. Rudolf Dumont du Voitel
13. Friedhelm Faber
14. Walter Hirche
15. Lieselotte Schweikert

## Delegiertenschlüssel
Insgesamt wurden zur Bundesvertreterversammlung 400 Delegierte eingeladen. Nach dem Mitgliederstand der Landesverbände zum 31. Dezember 1978 (200 Delegierte) und den Wählerstimmenzahlen (200 Delegierte) der Bundestagswahl vom 3. Oktober 1976 (Berlin: Wahl zum Abgeordnetenhaus vom 2. März 1975) standen den Landesverbänden die folgenden Delegiertenrechte zu. Die Berechnung durch die Bundesgeschäftsstelle erfolgte am 21. Januar 1979 und wurde den Landesverbänden mitgeteilt.
Nach dem Mitgliederbestand der Landesverbände und den Wählerstimmen ergab sich folgender Delegiertenschlüssel:
| Delegiertenrechte zum Bundesparteitag | Delegiertenrechte zum Bundesparteitag | Delegiertenrechte zum Bundesparteitag | Delegiertenrechte zum Bundesparteitag | Delegiertenrechte zum Bundesparteitag | Delegiertenrechte zum Bundesparteitag | Delegiertenrechte zum Bundesparteitag |
| Landesverband                         | Delegierte nach Mitgliederzahl        | Delegierte nach Mitgliederzahl        | Delegierte nach Wählerstimmen         | Delegierte nach Wählerstimmen         | Summe                                 | Stand 31.12.1977                      |
| ------------------------------------- | ------------------------------------- | ------------------------------------- | ------------------------------------- | ------------------------------------- | ------------------------------------- | ------------------------------------- |
| Baden-Württemberg                     | 8.602                                 | 21                                    | 489.661                               | 32                                    | 53                                    | 54                                    |
| Bayern                                | 8.538                                 | 21                                    | 419.335                               | 27                                    | 48                                    | 46                                    |
| Berlin                                | 2.351                                 | 6                                     | 97.996                                | 6                                     | 12                                    | 12                                    |
| Bremen                                | 829                                   | 2                                     | 55.903                                | 4                                     | 6                                     | 6                                     |
| Hamburg                               | 2.371                                 | 6                                     | 118.969                               | 8                                     | 14                                    | 14                                    |
| Hessen                                | 9.747                                 | 24                                    | 300.864                               | 19                                    | 43                                    | 43                                    |
| Niedersachsen                         | 9.037                                 | 23                                    | 369.526                               | 24                                    | 47                                    | 47                                    |
| Nordrhein-Westfalen                   | 24.751                                | 61                                    | 860.331                               | 56                                    | 117                                   | 119                                   |
| Rheinland-Pfalz                       | 6.202                                 | 15                                    | 183.575                               | 12                                    | 27                                    | 27                                    |
| Saarland                              | 3.701                                 | 9                                     | 49.299                                | 3                                     | 12                                    | 12                                    |
| Schleswig-Holstein                    | 4.678                                 | 12                                    | 147.622                               | 9                                     | 21                                    | 20                                    |
| Bundesgebiet mit Berlin               | 80.807                                | 200                                   | 309.3081                              | 200                                   | 400                                   | 400                                   |

## Wahlergebnis
Die FDP errang am 10. Juni 1979 bei der Europawahl in Deutschland 6,0 Prozent der Stimmen und die ersten vier liberalen Abgeordneten von der Kandidatenliste zogen in das Europaparlament ein.